# ウィートマン・ピアソン (初代カウドレー子爵)

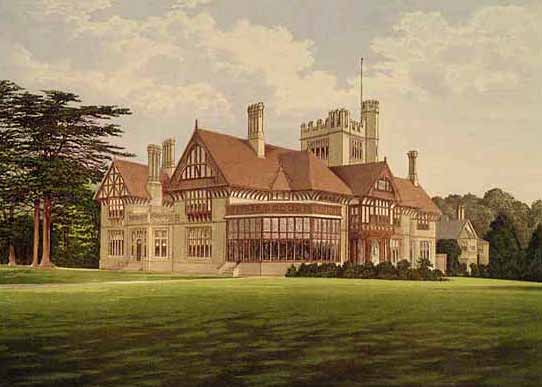
初代カウドレー子爵の邸宅であるサセックス州カウドレーのカウドレー・パーク。1870年代に第7代エグモント伯爵チャールズ・パーセヴァルによって建てられ、1909年にカウドレー子爵が購入した。

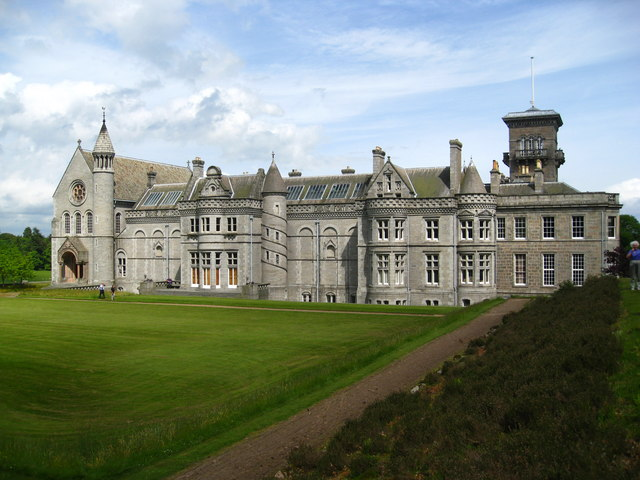
スコットランド・アバディーンのダン・ハウス。初代カウドレー子爵の住居であり、彼はここで死去した。19世紀に建てられたもので、1907年に彼が借り受けた後、1912年に購入し、それから1920年までかけて増築した。

初代カウドレー子爵ウィートマン・ディッキンソン・ピアソン（Weetman Dickinson Pearson, 1st Viscount Cowdray, GCVO, PC、1856年7月15日 - 1927年5月1日）は、イギリスの技術者、実業家、慈善家であり、自由党所属の国会議員である。1894年から1910年まではピアソン準男爵、1910年から1917年まではカウドレー男爵だった。コングロマリット企業・ピアソンのオーナーである。

## 若年期
ピアソンは1856年7月15日にウェスト・ヨークシャー州シェリーで生まれた。父はジョージ・ピアソン、母はウィートマン・ディッキンソンの娘のサラ・ディッキンソンだった。

## 実業家としての経歴
祖父のサミュエル・ピアソンが1844年に建設会社のS・ピアソン・アンド・サン(S. Pearson & Son)を設立した。ウィートマン・ピアソンは1880年にこの会社を引き継ぎ、本社をヨークシャーからロンドンに移した。
1900年にはロンドンのグレート・ノーザン・アンド・シティ鉄道の建設を引き継ぎ、1904年に完成した後4年間はその運営も行った。
1907年には投資会社であるホワイトホール証券を設立し、息子のクリーブ・ピアソンの指揮の下で、1930年代のイギリスの航空会社の発展に重要な役割を果たした。
現在のピアソン社は、主に出版事業を行っている。

### メキシカン・イーグル石油会社
1889年、メキシコ大統領のポルフィリオ・ディアスは、大西洋から太平洋までの横断鉄道（テワンテペク鉄道）を建設するために、ピアソンを招聘した。ピアソンがメキシコへ向かう途中、アメリカ合衆国のテキサス州ラレドで列車に乗り遅れ、この町で一夜を過ごすことになった。この近くのスピンドルトップで石油が発見されたことで、この町は石油への熱狂で大騒ぎとなっていた。その夜、ピアソンはメキシコの石油採掘場について簡単な調査をし、彼が建設していたテワンテペク鉄道に燃料を供給するためにその石油を使用できると考えて、ラレドの石油が採掘できそうな土地を取得し始めた。
1902年にテワンテペク地峡で硫黄が発見され、ピアソンはテキサスの石油掘削職員を派遣して、鉄道に近い隆起地であるポトレリージョスを掘削した。4号井は深さ709フィートの位置で岩塩ドームを掘り当てた。1901年にスピンドレットップで石油が発見されたのは岩塩ドームの端だったため、これは良い兆候だった。8号井はメキシコ初の商業用油井となった。ピアソンはその後、石油採掘技術者のアンソニー・ルーカスを呼び寄せ、メキシコ各地での石油採掘を行わせた。1908年にはミナティトランにメキシコ初の製油所を建設した。1909年、ピアソン社の石油事業を分社化してメキシカン・イーグル石油会社を設立した。
1911年、ディアス大統領が打倒され、メキシコ革命が勃発した。それに伴う暴力と混乱は、メキシコの石油産業への外国人投資家に悪影響を与えた。1918年10月、ピアソンはカルースト・グルベンキアンとの間でメキシカン・イーグル社の売却交渉を開始し、1919年4月にロイヤル・ダッチ・シェルに7500万米ドルで売却した。

## 政治家としての経歴
ピアソンは、1894年にサセックス州おけるパドックハーストおよびカウンティ・オブ・ロンドンにおけるエアリー・ガーデンズの準男爵に叙任された。1895年2月の補欠選挙で自由党から出馬し、コルチェスター選出の庶民院議員として初当選した。1895年の総選挙でも当選し、1910年にサセックス州におけるカウドレー男爵に叙任されて貴族に昇格するまでこの議席を維持した。第一次世界大戦中、ピアソンの指揮の下で、グレトナの軍需品工場やシャトールーの戦車組立工場が建設された。
1917年1月、ピアソンは枢密院に宣誓し、サセックス州におけるカウドレー子爵に叙任された。同月、ロイド・ジョージより空軍長官就任を要請され、給与を受け取らないことを条件にこれに同意した。ピアソンは航空機の生産量の向上に熱心に取り組み、在任中に航空機の数を3倍に増やした。しかし、6月13日のドイツ軍の爆撃で600人以上の犠牲者を出したことで批判を浴び、11月に辞任した。
戦後はリベラル政治や慈善活動に積極的に取り組んだ。リーズ大学のスペイン語学部の教授職を寄付し、ユニバーシティ・カレッジ・ロンドン、国際連盟連合、イギリス空軍クラブ、イギリス空軍慈善基金など多くの公共事業に貢献した。

## 私生活

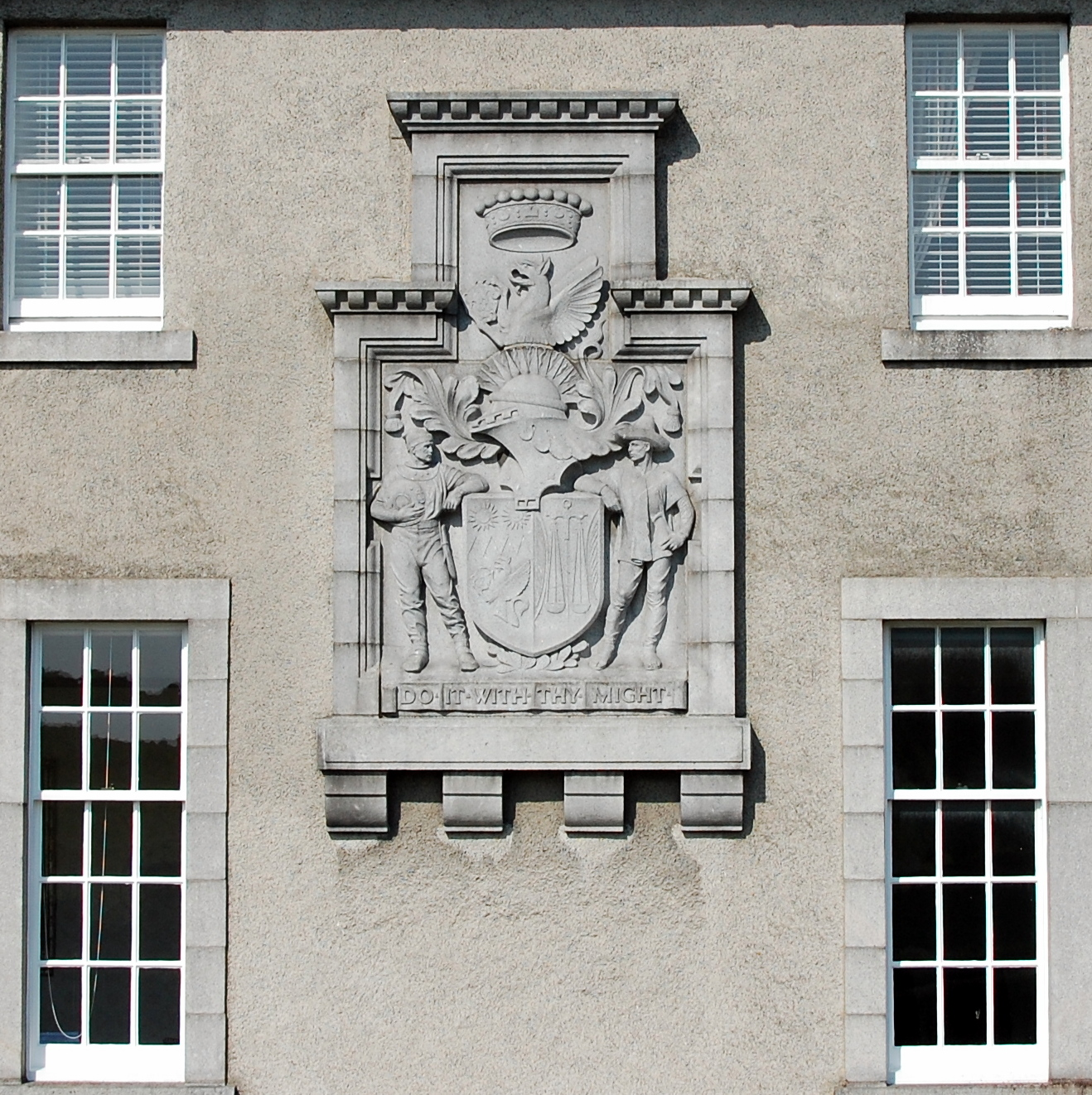
Arms of the 1st Viscount Cowdray, facade of Dunecht House

ピアソンは1881年にアニー・キャス(Annie Cass)と結婚した。アニーの父は、ヨークシャー州ブラッドフォードの商人、治安判事のジョン・キャスである。アニーとの間に以下の4人の子供をもうけた。
- 第2代カウドレー子爵ハロルド・ミラー・ピアソン（英語版） (Harold Miller Pearson, 2nd Viscount Cowdray)
- バーナード・クリーブ・ピアソン (Bernard Clive Pearson)
- フランシス・ジェフリー・ピアソン（Francis Geoffrey Pearson、1891年8月23日 - 1914年9月6日） - 第一次世界大戦が始まった1914年8月、海外派遣軍の自動車輸送師団に入隊してオートバイ輸送兵となり、二等軍曹となった。9月初旬、ドイツ軍がパリへ進撃し連合国軍がマルヌ川に向かって押し戻されて行く中、彼はヴァルッド（英語版）の町の近くで捕らえられ、1914年9月6日に23歳で死亡した。彼はモントルイユ＝オー＝リオン（英語版）のイギリス人墓地に埋葬された[13]。後になって、彼は非情で残忍な扱いを受け、それが直接の死因となったとの報告が表面化した。同様の報告が当時の北フランス各地で多数上がっており、イギリス国民に大きな憤りを与えた。
- ガートルード・メアリー・ピアソン（英語版） (Gertrude Mary Pearson) - オーストラリア総督トマス・デンマンと結婚した。

詩人のナジャ・マラクリダは姪に当たる。

## 死去
ピアソンは1927年5月1日、アバディーンシャーのダン・ハウスで70歳で亡くなった。子爵位は長男のハロルドが継いだ。